# Sarılar, Kaş
Sarılar là một xã thuộc huyện Kaş, tỉnh Antalya, Thổ Nhĩ Kỳ. Dân số thời điểm năm 2011 là 174 người.